# Michelangelo Grigoletti

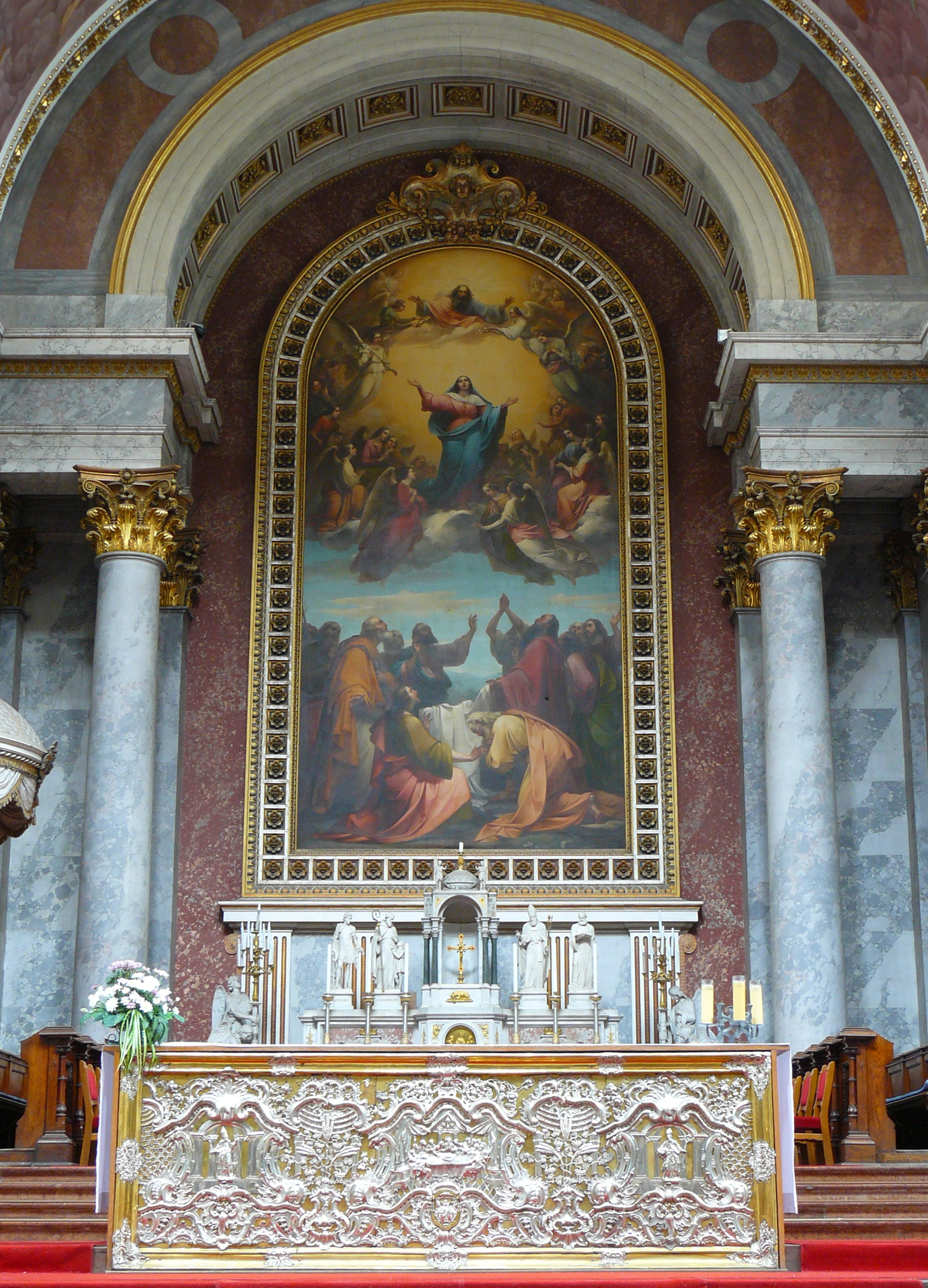
Asunción, Esztergom, Catedral de San Adalberto.

Michelangelo Grigoletti (Pordenone, 29 de agosto de 1801-Venecia, 11 de febrero de 1870) fue un pintor italiano del siglo XIX, profesor de la Galería de la Academia de Venecia.
Se esmeró en crear obras de carácter religioso y pasó mucho tiempo de su vida en Hungría, donde llenó muchos de sus lienzos con imágenes de santos húngaros y demás representaciones religiosas. Sus obras surgieron en un periodo en el que el Neoclasicismo estaba sustituyendo al Romanticismo, y su pintura de mayor envergadura fue La Asunción de la Virgen María al cielo (13,5 metros de altura, 6,6 metros de ancho) y se halla en el altar de la catedral de la ciudad de Esztergom en Hungría.
Entre otras de sus obras en Hungría se hallan:
- San Esteban y el ofrecimiento de la Santa Corona Húngara a la Virgen María, en la catedral de Esztergom.
- San Miguel, en el altar de la basílica de la ciudad húngara de Eger.
- La Sagrada familia, igualmente en la basílica de la ciudad de Eger.

## Anexos
- Wikimedia Commons alberga una categoría multimedia sobre Michelangelo Grigoletti.

- Ritratto di Giuseppe Longhi

- Datos: Q842033
- Multimedia: Michelangelo Grigoletti / Q842033